# ブライダルエステ
ブライダルエステとは、結婚式を前提としたエステティックのこと。結婚式や記念写真撮影で見栄えをよくするため、ドレスから露出する部分（主に、フェイシャル・デコルテ・背中・二の腕）を中心に施術される。主に花嫁が対象だが、新郎の場合もある。
フェイシャル、スキンケアなどの施術を行うには美容師免許が必要となり、保健所に登録した美容所でなければ営業できない。
マイナビウエディング編集部が2013年10月25日 - 10月30日に行ったアンケート「男性は賛成? 反対? 結婚式前の『ブライダルエステ』」では、反対が賛成をやや上回り、一番やってほしいのは美肌・ニキビケアという結果が出た。

## 施術
エステ施術に加え、医療機関による施術もブライダルエステの一環として併用される場合がある。

### ブライダルエステで行われるもの
痩身
マッサージやダイエットなどで贅肉を減らす（細く見せるため）
美顔・美肌・美白
吹き出物やざらつきを改善、角質などを除去して肌を白く見せる（肌をきれいに見せるため）
シェービング
剃刀などで産毛を剃る（すべらかな肌に見せるため）
ネイルケア
マニキュアなどで爪を装飾する（爪先を美しく見せるため）
バストケア
デコルテ・胸部の肌をすべらかにし、胸を引き上げる（胸元を美しく、大きく見せるため）

### 医療機関によるもの
歯のホワイトニング
歯を漂泊して黄ばみを薄くする（歯を白く見せるため）
美白・美肌治療
美容点滴やレーザー治療、ケミカルピーリングなどによる肌ケア（肌をきれいに見せるため）
医療痩身
脂肪溶解注射や脂肪吸引などにより贅肉を減らす（細く見せるため）
タトゥー・あざ消し
皮膚表面のしみやあざ、ほくろ、入れ墨などをレーザーで消す（肌をきれいに見せるため）
レーザー脱毛
毛根を処理して産毛の生育を阻害する（すべらかな肌に見せるため）